# Simon Dumont
Simon Dumont (Bethel (Maine), 9 juli 1986) is een Amerikaanse freestyleskiër.

## Carrière
Op de wereldkampioenschappen freestyleskiën 2011 in Deer Valley veroverde Dumont de bronzen medaille in de halfpipe. Bij zijn wereldbekerdebuut, in december 2011 in Copper Mountain, eindigde de Amerikaan op de negende plaats. In Voss nam hij deel aan de wereldkampioenschappen freestyleskiën 2013, op dit toernooi eindigde hij als achtste op het onderdeel halfpipe.
De Amerikaan won in zijn carrière vier keer goud op de Winter X Games.

## Resultaten

### Wereldkampioenschappen
| Jaar | Plaats      | Resultaten  |
| ---- | ----------- | ----------- |
| 2011 | Deer Valley | Halfpipe    |
| 2013 | Voss        | 8e Halfpipe |

### Wereldbeker

#### Eindklasseringen
| Seizoen   | Algm | HP  |
| --------- | ---- | --- |
| 2011/2012 | 124e | 17e |
| 2012/2013 | 89e  | 21e |
| 2013/2014 | 63e  | 11e |